# 잎벌아목
잎벌아목(Symphyta)은 벌목의 곤충의 아목으로 식물의 잎이나 나무의 속을 갉아먹는 원시적인 벌이다. 대부분의 잎벌들은 식물의 잎에 알을 낳고, 부화한 애벌레는 잎을 갉아먹으면서 자란다. 이를테면 검은잎벌의 애벌레는 원시식물인 쇠뜨기의 잎을 갉아먹는다. 하지만, 송곳벌의 경우는 산란관으로 나무속에 알을 낳는다. 천적으로는 알에 기생하는 기생벌인 알좀벌등이 있다.

## 하위 분류
- 나무벌상과 (Cephidea)
  - 나무벌과 (Cephidae)
- 납작잎벌상과 (Megalodontoidea)
  - 빗니수염잎벌과 (Megalodontidae)
  - Megalodontesidae
  - 납작잎벌과 (Pamphiliidae)
- 벌레살이송곳벌상과 (Orussoidea)
  - 벌레살이송곳벌과 (Orussidae)
- 송곳벌상과 (Siricoidae)
  - 목대장송곳벌과 (Xiphydriidae)
  - 송곳벌과 (Siricidae)
  - Anaxyelidae
- 잎벌상과 (Tenthredinoidea)
  - 등에잎벌과 (Argidae)
  - 수중다리잎벌과 (Cimbicidae)
  - 솔잎벌과 (Diprionidae)
  - 잎벌과 (Tenthredinidae)
  - Blasticotomidae
  - Pergidae
- 칼잎벌상과 (XyeloIdea)
  - 칼잎벌과 (Xyelidae)
  - Xiphydriidae